# أكرم الرجوب
أكرم جبران جبر الرجوب (أبو عمر؛ وُلد في 23 مايو 1963 في دورا –) سياسي وعسكري فلسطيني، كان محافظًا لمحافظة نابلس بين عامي 2014 و2018، ولمحافظة جنين بين عامي 2018 و2023.

## النشأة والتحصيل العلمي
ولد في بلدة دورا قضاء الخليل، حيث نشأ وترعرع وتلقى تعليمه في مدارسها، وفي 1981 اعتقله الجيش الاسرائيلي فترة 10 سنين داخل السجن تنقل خلالها بين عدة سجون، أُعيد اعتقاله ثانية بعد الإفراج عنه ليمضي 4 سنوات في الأسر. يحمل اللواء الرجوب درجة البكالوريوس في التاريخ من جامعة القدس المفتوحة عام 2013، ودرجة ماجستير في الدفاع الوطني، بالإضافة إلى دبلوم في إدارة الموارد الوطنية من كلية الدفاع الوطني الملكية الاردنية 2013-2014. يتقن اللغتين العربية والعبرية.

## الحياة العملية
التحق الرجوب بجهاز الامن الوقائي عام 1994 كمدير عمليات منطقة الجنوب التي تضم الخليل وبيت لحم، ثم نائبا لمدير منطقة طولكرم، ونائبا لمدير منطقة بيت لحم، ونائبا لمدير منطقة رام الله.
وفي عام 2001 شغل مدير منطقة أريحا والأغوار حتى عام 2006، ومن عام 2006-2008 مديرا منطقة نابلس، ثم تم تعينه الرجوب عام 2008 مديرا لمنطقة رام الله حتى عام 2011، ثم شغل منصب مدير عام التدريب في جهاز الأمن الوقائي، وقائد فريق القيادات في وزارة الداخلية، المسؤول عن دورة كبار الضباط ودورة القيادات المتوسطة ودورة القيادات التأسيسية حتى منتصف عام 2013، وفي 31 مايو 2014 صدر مرسوم رئاسي بتعيينه محافظا لمحافظة نابلس خلفًا لجبرين البكري، وتم ترفعيه إلى رتبة لواء.
في 4 ديسمبر 2016 فازَ الرجوب بانتخابات المجلس الثوري لحركة فتح والتي عُقدت أثناء المؤتمر السابع لحركة فتح وصار عضوًا فيه.
عين محافظًا في 15 نوفمبر 2018 لمحافظة جنين. وفي 10 أغسطس 2023 أحاله الرئيس محمود عباس للتقاعد.

## أوسمة
في 17 أغسطس 2023، منحه الرئيس محمود عباس نجمة الاستحقاق من وسام دولة فلسطين، وسلمهم إياه خلال لقاءه لتكريم المحافظين المحالين للتقاعد في 20 أغسطس 2023.

## الحياة الشخصية
الرجوب متزوج وله ستة أبناء.